# سويقة علوان
سويقة علوان أحد الأسواق الواقعة داخل أسوار البلدة القديمة لمدينة القدس. تقع في حارة النصارى قرب باب الخليل، وهي الطريق المؤدية إلى كنيسة القيامة والمسجد الأقصى وحائط البراق. ويمتاز هذا السوق ببيع التحف والآثار القديمة التي تظهر عروبة المدينة المقدسة،  وهو من الأسواق المزدهرة بالسياح الأجانب.